# 町
町（まち、ちょう）は、
日本の基礎自治体（市町村）の一種。また、日本の地方制度では、法律に設置根拠を持つ「町」の語を用いる行政区画として、基礎自治体である「町」のほか、基礎自治体内の区画である「町・字」の一種である「町」がある。いずれも「町」の読みは「まち」「ちょう」が混在しており、複合語では「ちょう」と読む方が多い。
これら具体的な法制度に基づく行政区画ではなく、人が多く集まり住んでいる所（市街地）、商店の多く並んだ区域（商店街、商業地）、にぎやかな街区（繁華街）、小規模な都市、あるいは都市の一部の狭い区画などを指していう「町（まち）」は、「街（まち）」と同義であり置き換えることが可能である。

## 日本の地方制度としての町

### 基礎自治体
地方自治法による普通地方公共団体の一種。市・村と同格で、合わせて市町村という。なお、日本以外の基礎自治体は規模によって細分されていないことも多く、細分されている場合でも日本とは名称や基準が異なる。基礎自治体を参照。

#### 「町」の読み方
「町」の読みは全国で統一されておらず、「まち」または「ちょう」と読む。個別の町については「ちょう」と読む基礎自治体の方が多い。東日本では北海道と岩手県・宮城県・静岡県・山梨県を除き「まち」とし、西日本では富山県・石川県と九州地方の福岡県・大分県・熊本県を除き「ちょう」とする傾向がある。その中でも、福岡県遠賀町（おんが「ちょう」）や北海道森町、静岡県森町（もり「まち」）のように、道県内で1町だけ読みが違う事例もある。岩手県・宮城県では「まち」「ちょう」のどちらも入り混じっている。そして、町の名を「まち」と読む町では「町」一字でも「まち」と読み、町の名を「ちょう」と読む町では「町」一字でも「ちょう」と読むことが多い。ただし、町民（ちょうみん）、町立（ちょうりつ）のような複合語は、読み方は一定である。

### 市町村下の区画
住所や所在地を表記するのに使われる、市区町村をさらに細分化した区画。「△△市○○町」の類。「西新宿二丁目」、「代官山町」など。
郊外の町は、かつては独立した市町村だったものも多い。
この「〜町」についても、「〜まち」と読むか「〜ちょう」と読むかは町によって異なる。ただし和歌山市などでは、「〜ちょう」と読む場合は「〜丁」と書き、「〜町」は「〜まち」と読む（一部例外あり）。

## 日本語における語釈
漢字「町」は、本来は、農地などの境界を意味する漢字であり、市街の意味の「まち」は国訓である。
和語である「まち」は、古語としては宮中や邸宅などの区画を意味した。源氏物語などに用例が見られる。
区画の意味から、市街地の中の道路で囲まれた区画、つまり街区・ブロックを意味する。
あるいは漠然と、市街地やその一画を意味する。この意味では「街」と書くことが多い。町場（まちば）ともいう。
以上をめぐる経緯に関しては、町丁#由来に詳説があるので参照のこと。

## 地理・歴史用語としての町
日本の都市は、過去に都市が形成された位置に重複するように現代都市が存在する歴史的重層性があることが特徴として知られている。
小川琢治は歴史性に着目して城下町、宿場町、門前町、鳥居前町、鉱山町、商港町、軍港町に分類した。歴史町を参照。
町に沽券を持つことで町の土地の所有権を握り、町の自治を主導した階層を町人（地方議員と大店や資産家を併せた様な存在）と呼ぶ。町に住む庶民のなかで、特別な役割を持つ者は「町」という言葉が冠して呼ばれた。具体的には町鳶、町大工、町火消などの表現がある。